# 3X Krazy
3X Krazy — американський реп-гурт, який було сформовано в 1994 р. в Окленді, штат Каліфорнія. До складу гурту входили Keak da Sneak, B.A. та Agerman.

## Історія
Завдяки театру Keak da Sneak познайомився з Agerman. Разом вони сформували Dual Committee. Дует став підписантом AWOL Records. Попри те, що жоден їхній реліз так і не вийшов на лейблі, репери взяли участь у записі двох пісень з альбому The Autopsy колеги C-Bo.
Після того, як виконавці покинули AWOL Records, до них приєднався B.A. (відомий тоді як Bart та Mr Kamikaze). Було створено гурт 3X Krazy. Міні-альбом 1995 р. Sick-O не мав комерційного успіху, проте через нього на гурт звернув увагу мейджор-лейбл Virgin Records. У 1996 з ним було підписано контракт.
Виданий на фірмі звукозапису студійний альбом 1997 р. Stackin' Chips став найпродаванішим релізом за всю кар'єру колективу. Він посів 136-ту сходинку чарту Billboard 200, 28-ме місце Top R&B/Hip-Hop Albums та 6-ту позицію чарту Top Heatseekers. Після цього вийшли ще 2 альбоми. У 2000 р. гурт розпався.
У 2003 році Keak da Sneak випустив компіляцію Flowamatic-9, до котрої увійшли ремікси композицій з Sick-O та невидані треки.
Agerman і Keak da Sneak продовжили, а B.A. розпочав свої сольні кар'єри.

## Дискографія

### Студійні альбоми
- 1997: Stackin' Chips
- 1999: Immortalized
- 2000: Real Talk 2000

### Міні-альбоми
- 1995: Sick-O

### Компіляції
- 2000: 20th Century
- 2002: Best of 3X Krazy, Vol. 2
- 2003: Flowamatic-9
- 2011: For Your Mind